# Карсницкие
Карсницкие (пол. Karśnicki) — польские дворянские роды:
1) герба Ястржембец, восходят к началу XV века. Яков Карсницкий с отличием служил во время войн Батория с Грозным. Этот род был внесён в список дворян Царства Польского;
2) герба Лелива, восходящий к 1648 и внесённый в I часть родословной книги Гродненской губернии;
3) герба Одровонж, восходящий к концу XVI веку и владевший поместьями в Сандомирском воеводстве.